# Музей Довбуша (Космач)
Музей Довбуша в Космачі — приватний хата-музей у селі Космачі Косівського району Івано-Франківської області, що експонує предмети гуцульського побуту, витвори мистецтва «Довбушіани». Належить українському краєзнавцеві Михайлові Юсипчуку-Дідишину.
Адреса музею: вул. О. Довбуша, буд. 17, с. Космач, Косівський район, Івано-Франківська область, Україна.
Оглянути хату-музей можна за денного світла, попередньо домовившись телефоном із власником.

## З історії та експозиції музею

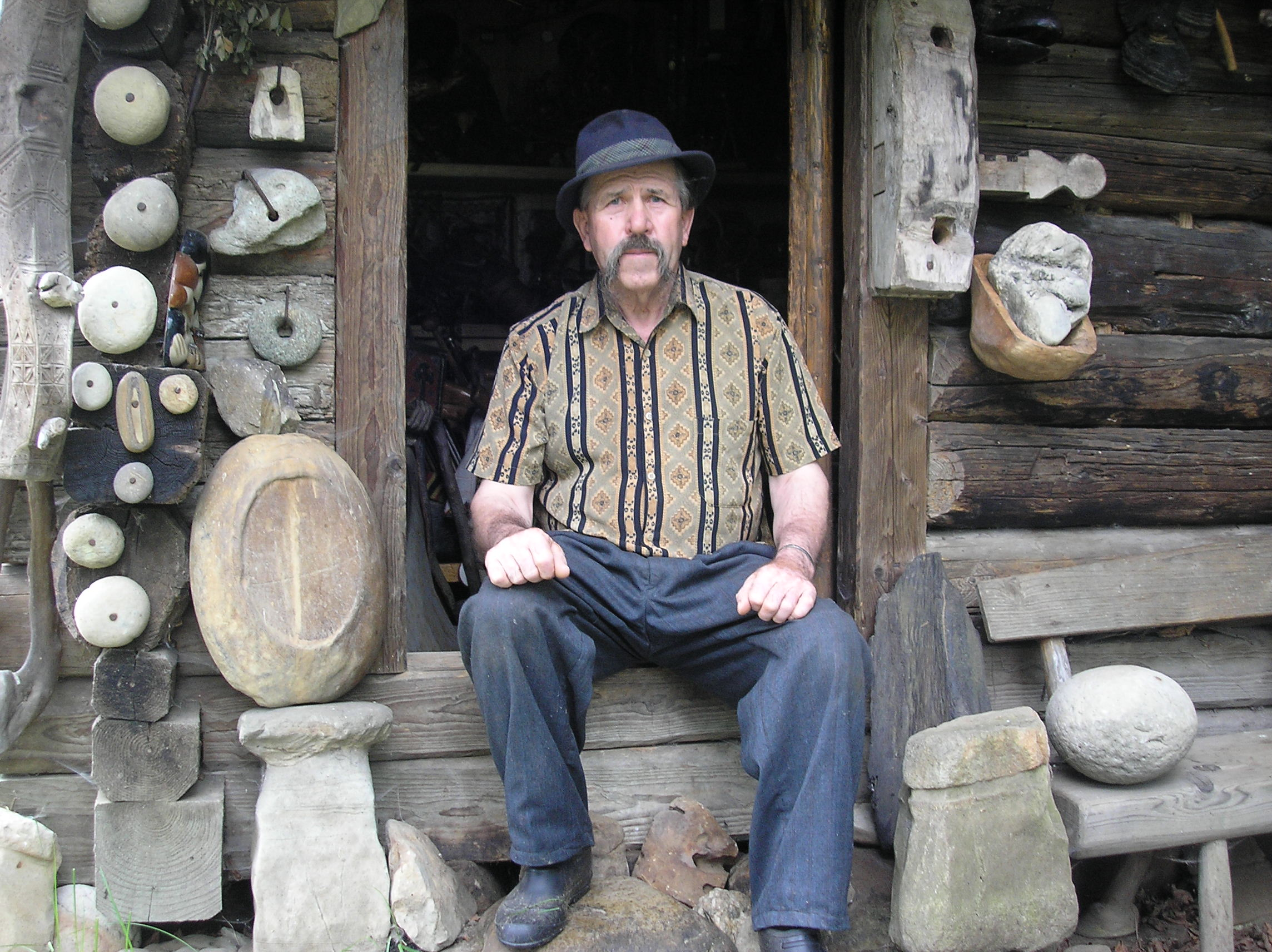
Михайло Дідишин на подвір'ї музею

У 1970-х роках український краєзнавець Михайло Дідишин розшукав хату-зимівник, що за переказами належала Штефану Дзвінчуку і в якій був убитий Олекса Довбуш, та, вмовивши директора радгоспу збудувати старій жінці, що жила в ній до того, нову більшу хату, перевіз її на власне подвір'я. Відтак, був заснований приватний музей Олекси Довбуша у Комачі на Косівщині.
На подвір'ї Дідишина стоїть також власноруч витесаний ним пам'ятник Довбушу, відкриття якого відбулося 3 липня 1988 року — в рік тисячоліття хрещення Русі при зібранні двох тисяч людей, у тому числі відомих національних діячів. Неподалік є ще кілька велетенських каменів з Чорногори.
Власне Дзвінчуковий зимівник є найголовнішим експонатом і заразом сховищем музею. Загалом тут зберігається понад 500 експонатів — предмети побуту гуцулів, зброю часів опришківського руху та рідкісні речі: бартки, топірці, кептарі, череси тощо. Зокрема, серед унікальних речей — начебто цівка смертоносної для Довбуша рушниці; бартка з датою «1734», якою, як стверджує господар, Довбуш покарав скнаристих братів Мочарнаків з Микуличина; Довбушеві табівка, кресаня, сардак, дванадцять перстенів (на найдавнішому з яких викарбувана дата «1724 рік»), десятки ужиткових предметів, які використовувалися в гуцульському побуті XVIII–XIX століть. У музеї є також незвичайні скульптури з дерева та каменю.